# Портрет К. Д. Арцыбушева
Портрет К. Д. Арцыбушева, созданный М. А. Врубелем в 1897 году, находится в Государственной Третьяковской галерее (Москва).
Значение заказного портрета, написанного гениальным художником, часто выходит за рамки камерного предназначения, а становится, например, портретом эпохи Возрождения, как Мона Лиза, или, как серовская Ермолова ассоциируется со всем мировым театром. О портрете Константина Дмитриевича Арцыбушева, написанном Михаилом Александровичем Врубелем, можно сказать, что это портрет русского интеллигента времени становления в России капитализма.
Русская интеллигенция второй половины XIX в., выходцы из купцов, дворяне, разночинцы, заметно отличались от романтической интеллигенции прошлых лет. Они были предприимчивы, европейски образованы в технической и социальной области. Изображённый на портрете дворянин К. Д. Арцыбушев, (совместно с почётным гражданином Саввой Ивановичем Мамонтовым и инженером Александром Вениаминовичем Бари) основал в 1895 году «Московское Акционерное общество Вагоностроительного завода», результатом деятельности которого стала постройка Мытищинского машиностроительного завода для постройки железнодорожных и трамвайных вагонов, а также снегоочистителей.
Герой портрета — человек новой формации, новой промышленно развивающейся России, страны, в которой начинают цениться не только благородство происхождения, но и ум, талант и активная гражданская позиция. Поэтому и художественные средства выбраны Врубелем соответственные. Ничего внешнего, бросающегося в глаза. Арцыбушев сидит за столом с разложенными книгами в своём кабинете. За спиной этажерка тоже с книгами и деловыми бумагами. Красный цвет бабочки седеющего Арцыбушева и чуть сборенного ковра на полу разряжают монотонность серо-зелёных оттенков картины. Это традиционный реалистический портрет, герой которого не позирует, а наоборот, находится в состоянии задумчивости, в удобной позе, в комфортной и привычной для него обстановке. Но этот портрет не был бы врубелевским, если бы в образе Арцыбушева не чувствовалась внутренняя динамика, подобная скрученной пружине. Резковатый наклон головы, изломанный разворот плеч, мрачный взгляд из-под широких бровей — мысли героя далеки от созерцательности. Во время создания портрета Арцыбушева Врубель уже придумал своего «Демона».
Известно также, что Константин Арцыбушев купил у Михаила Врубеля панно «Венеция» и заказал портрет своей жены, оставшийся неоконченным.